# 사이먼 커티스 (가수)
사이먼 커티스(Simon Curtis, 1986년 3월 18일 ~ )는 미국의 싱어송라이터이자 배우이다.